# 5-Méthyluridine diphosphate
La 5-méthyluridine diphosphate (m5UDP), ou ribothymidine diphosphate (rTDP), est un ribonucléotide constitué de résidus de thymine et de 2'-désoxyribose lié à un groupe pyrophosphate. Son désoxyribonucléotide correspondant est la thymidine diphosphate.